# Home by the Sea
Home by the Sea – piosenka brytyjskiej grupy Genesis. Utwór znalazł się na płycie zatytułowanej Genesis, wydanej w 1983 roku. Stanowi pierwszą część dylogii, której część druga nazywa się Second Home by the Sea. Utwór opowiadany jest przez kogoś, kto znalazł się w tytułowym domu nad morzem, nawiedzonym przez widma, które zostały w nim uwięzione. Mówią one, że on tak samo stanie się więźniem tego niesamowitego miejsca do końca życia. Autorem tekstu jest Tony Banks.
Utwór był szczególnie popularny na Dalekim Wschodzie z uwagi na skalę pentatoniczną, typową dla tamtejszej muzyki.
Utwór jest utrzymany w stylistyce rocka progresywnego. 